# Hermann Wilhelm Rudolf Marloth
Hermann Wilhelm Rudolf Marloth, né le 28 décembre 1855 à Lübben, arrondissement de Lübben (de) en province de Brandebourg, décédé le 15 mai 1931 dans le Cap-Occidental en Afrique du Sud est un botaniste, pharmacien et chimiste analytique allemand et sud-africain. Connu surtout pour son étude Flora of South Africa parue en six volumes largement illustrés entre 1913 et 1932. Dans la liste des abréviations d'auteur en taxinomie végétale, ce botaniste est référencé sous le nom de Marloth.

## Biographie
Après avoir étudié la pharmacie de 1873 à 1876, à Lübben, en province de Brandebourg, Marloth travaille dans plusieurs officines en Allemagne et en Suisse. En 1883, il achève sa formation de pharmacien à l'Université de Berlin en décrochant un doctorat pour sa thèse  intitulée  "The protective mechanisms employed by seeds against harmful agents".
Il arrive au  Cap le 30 décembre 1883 sur les conseils empressés d'un ami qui y était déjà installé. Pendant la première année, Marloth travaille comme pharmacien pour la société Wentzel und Schleswig. Séduit par Le Cap et la Montagne de la Table, il commence immédiatement à collectionner les plantes qu'il y rencontre, allant même jusqu'à Klein Winterhoek, Du Toits Peak, Bainskloof et Sneeukop pour rassembler des spécimens. Se mettant alors à son compte, il fait plusieurs expéditions, en 1885-86, vers Kuruman dans la province du Cap-Nord et dans le Sud-Ouest africain où il visite  Aus, Lüderitz Bay, Walvis Bay, Usakos, Ubib, Karibib, Otjimbingwe et Okahandja. Bon nombre de ses spécimens sont inscrits comme "Plantae Marlothiana" chez le botaniste Adolf Engler et d'autres à Berlin.
En 1888, il accepte un poste au Département de Chimie du Victoria College (appelé ultérieurement Université de Stellenbosch) avant de devenir professeur en 1889 jusqu'en 1892. Par la suite, il continue à donner des conférences à la Elsenburg Agricultural School et travaille comme consultant et chimiste analytique au Cap.
En 1891, Marloth épouse Marian van Wyk originaire de Clanwilliam.
Passant beaucoup de temps en montagne à collecter des spécimens, Marloth rencontre bon nombre d'alpinistes et de randonneurs jusqu'à faire partie de leur communauté. C'est ainsi qu'en 1891, il va jouer un rôle important dans la création du Mountain Club of South Africa (en), en sera le président de 1901 à 1910 et sera récompensé par leur "Badge d'or" en 1906.
En 1898, il rencontre Andreas Schimper, botaniste et phytogéographe de renom avec qui il entreprendra diverses expéditions de collecte à Montagu, au Col Swartberg et plus tard, à Knysna par exemple. Schimper meurt en 1901 avant de rédiger son rapport, si bien que Marloth reprend le projet et y ajoute un état sur la phytogéographie du Cap. Il lui a fallu entreprendre des voyages complémentaires à la réserve naturelle du Cederberg, au Gifberg, aux montagnes Koue Bokkeveld, à Swartruggens et jusqu'en Rhodésie.
En 1905, lors d'une visite en Afrique du Sud, Lady Philips demande à Marloth de poursuivre son travail sur Flora of South Africa , une œuvre monumentale publiée en six volumes entre 1913 et 1932. En 1917, paraît ainsi  le Dictionary of the Common Names of Plants  qui vient compléter son travail. Parmi les autres publications de Marloth, on peut citer Cape Flowers at home (Darter, Cape Town, 1922), The Chemistry of South African Plants and Plant Products (Cape Chemical Society, Cape Town, 1913), Das Kapland:insonderheit das Reich der Kapflora, das Waldgebiet und die Karroo, pflanzengeographisch dargestellt (Gustav Fischer, Jena, 1908) et Stone-shaped Plants (Speciality Press, Cape Town, 1929)
Les Aloe marlothii, ou aloes de montagne, ont été baptisés ainsi en l'honneur du botaniste. De même, une importante réserve naturelle a été appelée Marloth Park en son honneur.